# Музельман
Музельман — слово из жаргона узников нацистских концлагерей; означает сильно изможденного узника. Аналог термина «доходяга», обозначавшего  заключенного советских лагерей ГУЛАГа.
«Музельман» был общим термином среди заключённых еврейских концентрационных лагерей при Холокосте для описания состояния заключённого, находящегося на грани смерти из-за голода, физического и психического истощения и принявшего его судьбу.
По-видимому, происхождение прозвища «Музельман» (дословно с идиша — «мусульманин») — это фаталистическое мировоззрение (иногда приписываемое исламу). «Мусульманин» — это своего рода мертвец, который потерял всякое желание жить. На его теле почти нет жира, только кожа, и его ум не функционирует нормально. Поэтому большинство «мусульман» выглядят мечтательно, и им не нравится общаться с окружающим миром. Человек, который стал музельманом, больше не годился для работы, поэтому его отправили на истребление в селекцию.
Многие заключённые становились «мусульманами» вскоре после прибытия в лагерь. В основном это были заключённые, которые ранее привыкли к высокому уровню жизни и с трудом адаптировались к суровым условиям жизни в лагере. Такие заключённые теряли вес и их тела дегенерировали, пока они не стали музельманами.
Многие музельманы попали в такую ситуацию потому, что они не отвечали условиям концлагеря и были повержены тяжёлым трудом, голодом, физическими наказаниями и физическими нагрузками. Многие другие приехали из-за болезни, так как они боялись идти в больницу, из которой их могли отправить на выбор к смерти. В литературе о нацистских концлагерях термин впервые упоминается в книге Кристины Живульской «Я пережила Освенцим».

Большими транспортами прибывали и прибывали бледные, исхудалые мужчины, евреи из гетто. Эти уже утратили человеческий облик. Лица их ничего не выражали. Лихорадочный взгляд в запавших глазницах, обтянутые кожей скулы. Для них в лагере почему-то существовало прозвище: «мусульмане».
На топчанах уныло сидели лысые женщины, «мусульмане», олицетворение лагерной безнадежности. Иногда какая-нибудь из них неожиданно вздрагивала — следствие постоянного нервного напряжения, — поднимала исхудалое лицо и дико озиралась вокруг мутными, беспокойными глазами. — Ты совсем «мусульманин», — услыхала я голос рядом. Это ко мне обратилась какая-то заключенная.

В книге голландского писателя Людо ван Экхаут «Молчать нельзя», посвященной заключенным Освенцима и Дахау, изданной на русском языке в 1966 году, говорится:

А те, что бродят там, — сказал он,— это «мусульмане», они ожидают отбора.
— «Мусульмане»? Отбора? — одновременно спросили Тадеуш и Януш.
Новички плотной стеной окружили беседовавших, стараясь не пропустить ни слова. К счастью, эсэсовцы, время от времени появлявшиеся на плацу, не обращали внимания на то, что прибывших знакомят с лагерными порядками.
— «Мусульмане» — так на лагерном жаргоне называют обреченных на смерть. Здесь работают до тех пор, пока есть силы. Не сможешь утром встать и выйти на работу-это конец. Тогда направляют в «лазарет». Страшно смотреть на скелеты, обтянутые кожей, с непомерно большими суставами! Скелеты, на которых нет ни грамма мышц. В «лазарете» проводят отбор, и тех, кто уже не может работать,— ликвидируют.
— Расстреливают?
— При крематории есть две газовые камеры, говорят, что на заброшенных хуторах в Биркенау стали работать ещё две. А «мусульмане» — это живые мертвецы. Они уже ни о чём не думают, даже о своей судьбе.
В книге Бруно Беттельгейма «Просвещенное сердце», США 1960, и переведённой на русский язык в 1992 году, говорится:
Заключённые, усвоившие постоянно внушаемую СС мысль, что им не на что надеяться, что они смогут выйти из лагеря только в виде трупа, поверившие, что они никак не могут влиять на свое положение — такие заключенные становились, в буквальном смысле слова, ходячими трупами. В лагерях их называли «мусульманами», ошибочно приписывая последователям Магомета фатализм в отношении своей судьбы. Но, в отличие от настоящих мусульман, эти люди принимали решение подчиниться судьбе не по своей воле. Это были заключенные, настолько утратившие желания, самоуважение и побуждения в каких бы то ни было формах, настолько истощенные физически и морально, что полностью подчинялись обстановке и прекращали любые попытки изменить свою жизнь и свое окружение. Процесс превращения в «мусульманина» был достаточно нагляден. Вначале человек переставал действовать по своей воле. Когда другие замечали случившееся, то старались больше с ним не общаться, так как любой контакт с «отмеченным» мог привести только к саморазрушению на данной стадии такие люди ещё подчинялись приказам, но слепо и автоматически, без избирательности или внутренних оговорок, без ненависти к издевательствам. Они ещё смотрели по сторонам, или, по крайней мере, «двигали глазами». Смотреть прекращали много позже, хотя и тогда продолжали двигаться по приказу, но уже никогда не делали ничего по своей воле. Прекращение собственных действий, как правило, совпадало по времени с тем, что они переставали поднимать ноги при ходьбе — получалась характерная шаркающая походка. Наконец, они переставали смотреть вокруг, и вскоре наступала смерть.

Использование термина «музельман» побудило Абд аль-Ваххаб аль-Масри описать этот термин как выражение ориентализма, который предположительно преобладал среди узников Аушвица. В статье, опубликованной в египетской газете «Аль-Ахрам», Аль-Масри представил аргумент, что Европа всегда идентифицирует своего «другого» в первую очередь в мусульманской форме — и особенно когда речь идет о Холокосте евреев. Это прямое применение формулы, разработанной Эдвардом Саидом, согласно которой в «европейской» культуре противоположностью европейца является араб или мусульманин.